# 加藤博人
加藤 博人（かとう ひろと、1969年4月29日 - ）は、千葉県八千代市出身の元プロ野球選手（投手）、コーチ、監督。

## 来歴・人物

### 現役時代
高校時代はエースではなかったが2年秋の県大会で優勝し、関東大会では初戦で中込伸（甲府工）に完投されて惜敗する。無名の存在であったが独特のカーブがヤクルトスワローズスカウトの安田猛の目に留まり、1987年オフにヤクルトの入団テストを受験。当時直球の球速は130キロ台であったが、監督の関根潤三ら首脳陣の目に留まり合格し、同年にドラフト外で入団。
1988年は二軍で鍛えられた。
1989年のユマキャンプに打撃投手的な役割で連れていったところ、広澤克実・池山隆寛ら主力打者がカーブを空振りしたことから一軍に抜擢。4月8日の開幕戦・巨人戦（東京D）にリリーフで初登板。当時のヤクルト投手陣は左腕不足であったこともあり、5月からは先発にも起用されるようになる。5月14日の広島戦（長崎大橋）でプロ初勝利を完投で飾り、その後は先発にリリーフにフル回転し、当時左腕を苦手としていた広島や巨人に対して集中的に登板した。8月9日の阪神戦（神宮）では7回まであわやノーヒットノーランの快投を見せ、初完封勝利を飾る。当時サンケイスポーツ評論家の武上四郎は翌10日のコラム「考Q筆打」で、SFジャイアンツの左腕投手・クレイグ・レファーツがカーブとスクリューボールを武器に直球を一球も投げないことを例に挙げ、加藤の今後について「とことんカーブ攻めしろ」と提言している。同年は内藤尚行・尾花高夫に続く先発3番手として規定投球回数をクリアし、6勝9敗1Sと負け越しはしたが、防御率リーグ8位（2.83）の好成績を挙げた。投球内容の凡そ9割がカーブであるにも係わらず当時の加藤のカーブは左打者がのけぞるほどで、内角をえぐるカーブがストライクと判定されることもしばしばであり、岡崎郁がクレームをつけたこともあった。
その後は相手にも研究され、負け越しを続け、1993年・1994年は肩の故障で一軍登板がなかった。
1995年に肩の手術を乗り越え、復活。1992年以来の一軍登板を果たす。当時の先発は左右揃っていたこともあり、オールリリーフに転向し、2年ぶりのリーグ優勝・日本一に貢献。この年は広島市民球場で最高150km/hの速球も披露したが、その弊害で独特のカーブの切れがなくなり、投球スタイルがストレート中心に変わった。
1996年は怪我などもあり、ほとんどを二軍で過ごす。
1997年に怪我が完治し、加藤の代名詞のカーブが復活。開幕戦では高津臣吾・伊藤智仁の調整が遅れていたこともありストッパーとしてセーブを記録。シーズンでも自己最多の60試合に登板し、防御率1.99でリーグ優勝・日本一に大きく貢献した。
1998年以降は再び怪我により不振が続く。
2001年に金銭トレードで大阪近鉄バファローズへ移籍。チームはリーグ優勝したが、古巣・ヤクルトとの日本シリーズでは登板はなく、オフに戦力外通告を受ける。
2002年に台湾メジャーリーグの台北誠泰太陽へテスト入団し、主に先発として26試合登板で3勝を挙げたが、同年のシーズンオフに現役を引退。

### 引退後
四国アイランドリーグ（現・四国アイランドリーグplus）の香川オリーブガイナーズでは2005年の発足時から4年間投手コーチを務めた。
この間、深沢和帆・伊藤秀範・塚本浩二をNPBに、松尾晃雅をMLB（マイナー契約）に送り出している。2007年の秋、四国・九州アイランドリーグ（当時）でMVPを獲得しながらNPBのドラフト指名のなかった松尾に対して「年齢は関係ない」とプロ続行を勧め、翌春のMLB入りを実現させた。
2009年より同じアイランドリーグの徳島インディゴソックスコーチに就任。徳島では、2010年のドラフト会議で弦本悠希をNPBに送った。
2011年より東京ヤクルトスワローズの二軍投手コーチに就任。2013年10月18日に退団が発表された。
2014年より四国アイランドリーグplus・愛媛マンダリンパイレーツの投手コーチを務めることとなり、4年ぶりにアイランドリーグに復帰。アイランドリーグの3球団で指導者を務めた人物は、加藤と同時に愛媛のコーチへ移籍した森山一人（前徳島コーチ）とともに初めてとなる。愛媛では3シーズン務め、その間に2度のリーグ総合優勝を経験。NPBドラフト指名者は出なかったが、入団したお笑い芸人の杉浦双亮を指導した。
2016年12月7日、2017年からの新潟アルビレックス・ベースボール・クラブ監督就任が発表された。2年間の在任中は半期優勝や地区チャンピオンシップへの出場はならなかった。2018年9月13日に契約満了による今シーズン限りでの退任が発表された。2019年シーズンより社会人野球の日立製作所硬式野球部でコーチを務める。2022年限りで日立製作所を退団した。2023年は社会人野球のジェイファムでコーチを務めた。

## 詳細情報

### 年度別投手成績
| 年 度      | 球 団      | 登 板 | 先 発 | 完 投 | 完 封 | 無 四 球 | 勝 利 | 敗 戦 | セ 丨 ブ | ホ 丨 ル ド | 勝 率 | 打 者 | 投 球 回 | 被 安 打 | 被 本 塁 打 | 与 四 球 | 敬 遠 | 与 死 球 | 奪 三 振 | 暴 投 | ボ 丨 ク | 失 点 | 自 責 点 | 防 御 率 | W H I P |
| ---------- | ---------- | ----- | ----- | ----- | ----- | -------- | ----- | ----- | -------- | ----------- | ----- | ----- | -------- | -------- | ----------- | -------- | ----- | -------- | -------- | ----- | -------- | ----- | -------- | -------- | ------- |
| 1989       | ヤクルト   | 31    | 18    | 3     | 1     | 1        | 6     | 9     | 1        | --          | .400  | 538   | 130.1    | 104      | 12          | 53       | 2     | 6        | 96       | 5     | 0        | 50    | 41       | 2.83     | 1.20    |
| 1990       | ヤクルト   | 35    | 15    | 2     | 1     | 0        | 3     | 8     | 0        | --          | .273  | 486   | 111.0    | 114      | 13          | 53       | 7     | 11       | 81       | 3     | 1        | 57    | 50       | 4.05     | 1.50    |
| 1991       | ヤクルト   | 28    | 21    | 3     | 0     | 0        | 7     | 11    | 0        | --          | .389  | 609   | 141.0    | 136      | 16          | 63       | 8     | 4        | 92       | 1     | 0        | 67    | 62       | 3.96     | 1.41    |
| 1992       | ヤクルト   | 14    | 5     | 0     | 0     | 0        | 3     | 4     | 0        | --          | .429  | 187   | 39.0     | 45       | 3           | 29       | 1     | 2        | 30       | 0     | 0        | 23    | 22       | 5.08     | 1.90    |
| 1995       | ヤクルト   | 40    | 0     | 0     | 0     | 0        | 1     | 0     | 1        | --          | 1.000 | 190   | 44.1     | 32       | 7           | 26       | 2     | 2        | 43       | 3     | 1        | 17    | 14       | 2.84     | 1.31    |
| 1996       | ヤクルト   | 22    | 0     | 0     | 0     | 0        | 0     | 1     | 0        | --          | .000  | 81    | 15.1     | 24       | 3           | 8        | 0     | 3        | 15       | 0     | 0        | 17    | 13       | 7.63     | 2.09    |
| 1997       | ヤクルト   | 60    | 0     | 0     | 0     | 0        | 5     | 1     | 6        | --          | .833  | 188   | 45.1     | 31       | 1           | 21       | 5     | 3        | 39       | 0     | 0        | 13    | 10       | 1.99     | 1.15    |
| 1998       | ヤクルト   | 16    | 0     | 0     | 0     | 0        | 1     | 1     | 0        | --          | .500  | 52    | 10.2     | 15       | 2           | 6        | 0     | 1        | 3        | 2     | 0        | 10    | 10       | 8.44     | 1.97    |
| 1999       | ヤクルト   | 8     | 0     | 0     | 0     | 0        | 0     | 2     | 0        | --          | .000  | 38    | 7.0      | 16       | 0           | 5        | 0     | 0        | 2        | 1     | 0        | 8     | 8        | 10.29    | 3.00    |
| 2001       | 近鉄       | 12    | 0     | 0     | 0     | 0        | 1     | 1     | 0        | --          | .500  | 34    | 5.1      | 13       | 1           | 6        | 0     | 1        | 3        | 0     | 0        | 6     | 5        | 8.44     | 3.56    |
| 通算：10年 | 通算：10年 | 266   | 59    | 8     | 2     | 1        | 27    | 38    | 8        | --          | .415  | 2403  | 549.1    | 530      | 58          | 270      | 25    | 33       | 404      | 15    | 2        | 268   | 235      | 3.85     | 1.46    |

- 各年度の太字はリーグ最高

### 記録
- 初登板：1989年4月8日、対読売ジャイアンツ1回戦（東京ドーム）、8回裏に4番手として救援登板、2/3回無失点
- 初先発：1989年5月2日、対広島東洋カープ4回戦（広島市民球場）、2回2/3を1失点
- 初奪三振：同上、2回裏に達川光男から
- 初勝利・初完投勝利：1989年5月14日、対広島東洋カープ8回戦（長崎市営大橋球場）、9回1失点
- 初セーブ：1989年5月20日、対中日ドラゴンズ5回戦（ナゴヤ球場）、9回裏に3番手として救援登板・完了、1回無失点
- 初完封勝利：1989年8月9日、対阪神タイガース17回戦（明治神宮野球場）

### 背番号
- 63 （1988年 - 1989年）
- 13 （1990年 - 2000年、2002年）
- 49 （2001年）
- 73 （2009年 - 2010年）
- 93 （2011年 - 2018年）